# Eclipse lunar de 16 de setembro de 1997
| Eclipse Lunar Total 16 de setembro de 1997 | Eclipse Lunar Total 16 de setembro de 1997 |
| --- | ------------------------------------------ |
| A Lua cruza a metade sul do cone de sombra da Terra, de oeste para leste (da direita para a esquerda), com o disco lunar mais avermelhado e escuro no centro-norte, região mais próxima do centro da sombra terrestre. |                                            |
| Gamma | -0,3768                                    |
| Saros (e membro) | 137 (27 de 81)                             |
| Sequência de eclipses lunares |                                            |
| Anterior | 24 de março de 1997                        |
| Próximo | 13 de março de 1998                        |
| Duração (hr:mn:sc) |                                            |
| Total | 1:01:31                                    |
| Parcial | 3:16:26                                    |
| Penumbral | 5:08:14                                    |
| Fases e Horários do Eclipse (UTC) |                                            |
| P1 | 16:12:32                                   |
| U1 | 17:08:25                                   |
| U2 | 18:15:54                                   |
| Máximo | 18:46:39                                   |
| U3 | 19:17:24                                   |
| U4 | 20:24:52                                   |
| P4 | 21:20:46                                   |

O eclipse lunar de 16 de setembro de 1997 foi um eclipse total, o segundo e último de dois eclipses do ano, e único como total. Teve magnitude umbral de 1,1909 e penumbral de 2,1417. Sua totalidade teve duração de cerca de 61 minutos.
A Lua cruzou no interior da região sul da sombra da Terra, em nodo descendente, dentro da constelação de Peixes, próximo da constelação de Aquário.
Durante a totalidade, o disco lunar mergulhou dentro da metade sul do cone de sombra, tornando sua superfície mais avermelhada e escura, por vezes alaranjada, e mais escuro no centro-norte, parte voltada para o centro da região da umbra. Os eclipses totais são popularmente conhecidos como Lua de Sangue ou Lua Vermelha.
O eclipse total coincidiu ainda com uma Superlua, nome dado a uma Lua Cheia situada no ponto mais próximo da Terra, tornando a face lunar 14% maior e 30% mais brilhante do que no apogeu (ponto mais distante). Assim, podemos chamar o evento como Eclipse Total da Superlua ou Superlua de Sangue. O último evento deste tipo ocorreu em 4 de maio de 1985, e o seguinte será em 9 de janeiro de 2001.

## Série Saros
Eclipse pertencente ao ciclo lunar Saros de série 137, sendo este de número 27 dos 81 eclipses totais da série. O último eclipse da série foi o eclipse total de 6 de setembro de 1979, e o próximo será com o eclipse total de 28 de setembro de 2015.

## Visibilidade
Foi visível no Oceano Índico, Oriente Médio, Europa, África, Ásia, faixa oeste do Pacífico e na faixa leste do Atlântico.
| Região do planeta onde o eclipse foi visível durante o máximo da totalidade - 18:47 UTC. A região do Oceano Índico obteve a melhor observação do meio do eclipse, de onde foi visível à meia-noite. |
| Mapa de visibilidade do eclipse |